# Aleksandr Swieczin
Aleksandr Andriejewicz Swieczin (Александр Андреевич Свечин, ur. 17 sierpnia?/29 sierpnia 1878 w Odessie, zm. 29 lipca 1938 w Moskwie) – rosyjski i radziecki wojskowy, teoretyk i historyk wojskowości, naukowiec i publicysta. Generał w armii carskiej i komdiw w Armii Czerwonej, uczestnik wojen: rosyjsko-japońskiej, I światowej i domowej, wykładowca Akademii Wojskowej im. Frunzego i radzieckiej Akademii Sztabu Generalnego. Kawaler Orderu św. Jerzego. Rozstrzelany w okresie czystek stalinowskich.

## Życiorys
Pochodził z rodziny ziemiańskiej o silnych tradycjach służby wojskowej. Jego ojciec, Andriej Michajłowicz, był generałem armii carskiej, także starszy brat Michaił (1876–1969, późniejszy generał, uczestnik białej emigracji) obrał karierę wojskową, a wśród przodków byli między innymi dwaj imiennicy, również generałowie, Aleksandr Siergiejewicz (1759–1801) i Aleksandr Aleksiejewicz (1823–1896). 
Po ukończeniu Drugiego Petersburskiego Korpusu Kadetów, w sierpniu 1895 roku rozpoczął służbę w armii. Specjalizował się jako artylerzysta, od 1899 roku publikował artykuły w prasie wojskowej. W 1903 roku ukończył Nikołajewską Akademię Sztabu Generalnego i po awansie do stopnia sztabskapitana rozpoczął służbę sztabową.
Po wybuchu wojny rosyjsko-japońskiej zgłosił się ochotniczo na front. Służył między innymi jako oficer do specjalnych poruczeń przy sztabie 16 Korpusu Armijnego oraz przy generalnym kwatermistrzostwie 3 Armii Mandżurskiej. Następnie powrócił do pracy w sztabie, odbywał również staże w Niemczech, pełnił między innymi funkcję starszego oficera do specjalnych poruczeń przy sztabie Warszawskiego Okręgu Wojskowego (1907–1908). Awansował do stopnia podpułkownika (1908) i pułkownika (1912). 
Po wybuchu I wojny światowej był oficerem sztabowym Naczelnego Dowódcy, od 1915 roku dowodził 8 pułkiem strzeleckim, rok później awansował do stopnia generała majora. Za walki na froncie jako dowódca pułku został odznaczony Orderem św. Jerzego IV klasy. W początkach 1917 roku został przeniesiony na stanowisko szefa sztabu 7 Dywizji Piechoty, a następnie pełniącego obowiązki szefa sztabu 5 Armii. Od września 1917 roku do demobilizacji pozostawał w dyspozycji dowódcy Frontu Północnego.
W marcu 1918 roku ochotniczo wstąpił do Armii Czerwonej. Współpracował z generałem Boncz-Brujewiczem w organizacji obrony Piotrogrodu. W latach 1919–1920 był członkiem Sztabu Generalnego Robotniczo-Chłopskiej Armii Czerwonej. Następnie poświęcił się pracy naukowej, jako wykładowca historii wojskowości Akademii Wojskowej. W 1930 i 1931 roku dwukrotnie aresztowany, został zwolniony ze służby i skazany na pięć lat łagru. W 1932 roku został zwolniony i przywrócony do służby wojskowej, jako wykładowca Akademii Wojskowej im. Frunzego i Akademii Sztabu Generalnego. Po przywróceniu w Armii Czerwonej stopni wojskowych (1935) został mianowany kombrigiem, w 1936 roku komdiwem.
Aresztowany 30 grudnia 1937 roku, został skazany na rozstrzelanie. Wyrok wykonano 29 lipca 1938. Zrehabilitowany dzięki staraniom żony w 1956 roku.
Był autorem prac między innymi:
- Wojna w gorach (Война в горах, 1907)
- Takticzieskije uroki russko-japonskoj wojny (Тактические уроки русско-японской войны, 1912)
- Istoria wojennogo iskusstwa (История военного искусства, 1922–1923)
- Stratiegija (Стратегия, 1927)
- Ewolucija wojennogo iskusstwa (Эволюция военного искусства, 1927–1928)
- Clausewitz (Клаузевиц, 1935)

Był odznaczony między innymi Orderem Św. Jerzego IV klasy, Orderem Św. Włodzimierza III klasy z mieczami, Orderem Św. Anny II klasy z mieczami, Orderem Św. Stanisława II klasy z mieczami i Szablą św. Jerzego.